# وعل (شهر)
الوَعْل أو الوَعِل اسم شهر شَوّال في الجاهلية، وهو الشهر العاشر من شهور السنة في الجاهلية.